# Evermannia
Evermannia es un género de peces de la familia de los Gobiidae en el orden de los Perciformes. El nombre del género es en honor al ictiólogo estadounidense Barton Warren Evermann (1853-1932).

## Especies
Se reconocen cuatro especies dentro del género:
- Evermannia erici W. A. Bussing, 1983
- Evermannia longipinnis (Steindachner, 1879)
- Evermannia panamensis C. H. Gilbert & Starks, 1904
- Evermannia zosterura (D. S. Jordan & C. H. Gilbert, 1882)